# Zweepstaartje
Een zweepstaartje, zweephaar of flagel(lum) is een cel-organel, dat dient voor de voortbeweging van een eencellig organisme of van een voortplantingscel,  bijvoorbeeld een zaadcel. Met behulp van het zweepstaartje kan de cel zich afzetten tegen zijn omgeving, en zich zo verplaatsen.
Hoewel de flagel van eencellige prokaryoten en eukaryoten gelijkenissen vertoont, zijn de opbouw en het bewegingsmechanisme compleet verschillend.

## Flagellen van prokaryoten

Voorbeelden van zweepstaartjes bij bacteriën. A-Monotrichous; B-Lophotrichous; C-Amphitrichous; D-Peritrichous

Model van het zweepstaartje van een gramnegatieve prokaryoot

Bij prokaryoten is een flagel een apart, uit eiwitten opgebouwd organel, dat bij de inbedding in de celmembraan door een soort wiel wordt aangedreven. Door deze propellerachtige voortstuwing bewegen prokaryote cellen in een richting parallel aan de as van de flagel. Beweging door middel van flagellen vindt meestal plaats in water.

## Flagellen van eukaryoten

schematische dwarsdoorsnede.

Bij eukaryoten bestaat een flagel uit een uitstulping van de celmembraan. Het centrum bestaat uit een axoneem, een cilinder van negen paren microtubuli met nog twee centraal gelegen microtubuli. De basis van die koker wordt gevormd door het basale lichaampje. Dit is opgebouwd uit een cilinder van negen tripletten microtubuli, analoog aan een centriole. Het motoreiwit dyneïne beweegt de microtubuliparen van het axoneem ten opzichte van elkaar. Omdat ze onderling verbonden zijn met linking-eiwitten, en dus niet ten opzichte van elkaar kunnen schuiven, buigt de flagel. Hierdoor ontstaat een slagbeweging die de cel in een richting loodrecht op de as van de flagel doet voortbewegen.
De bioloog Lynn Margulis heeft voorgesteld dat bij eukaryote organismen de flagellen en cilia van symbiotische spirocheten zijn afgeleid.
Deze hypothese dat eukaryote cellen flagellen en cilia in de loop van de evolutie hebben verkregen door endosymbiose wordt niet algemeen aanvaard.